# 士丹利街 (東雪梨)
士丹利街是澳洲新南威爾斯州雪梨的一條小型街道，位於打令靴士市區的東雪梨郊區內。
在1950年代及1960年代，士丹利街是雪梨早期意大利社群的中心，隨後成為該市首個「小意大利」的一部分。
該街道現主要為住宅區，街道兩旁今仍有許多意大利食肆及咖啡茶座。
雪梨電車班大繞經八丁頓路線沿士丹利街行駛，1960年停運並由巴士取代。